# Wilm-Wilm-Foxtrott
Wilm-Wilm-Foxtrott heißt ein berühmt gewordener „Fuchstanz“ des Münchener Komponisten Wilhelm Wieninger, nach dessen Spitznamen Wilm-Wilm er benannt ist.
Er wurde auch unter dem Titel „Eldorado“ bekannt und erschien zuerst 1919 beim Musikverlag von Fritz Schuberth Jr. in Leipzig.
Er wurde auch in die Sammlung Für Diele und Salon. 26 Mode-Tänze aufgenommen, die der Verlag Anton J. Benjamin Hamburg-Leipzig veranstaltete.

## Hintergrund
Mit Ernest Tompas „Mariposa“ und „Fox-Trot Mondain“ und Siegwart Ehrlichs „Flanell“ und „Man tanzt Foxtrott“ zählt der „Wilm-Wilm“-Foxtrott mit zu den frühesten in Deutschland entstandenen Foxtrott-Kompositionen.
Berühmt wurde der „Wilm-Wilm“-Foxtrott dadurch, dass ihn der Komponist Paul Hindemith in seiner „Kammermusik Nr. 1“ mit dem „Finale: 1921“ an ungewohnter Stelle zitiert. Nach deren Uraufführung bei den Musiktagen in Donaueschingen 1922, wo die ungewohnte Kombination von E- und U-Musik das bürgerliche Konzertpublikum irritierte, wurde er zum „Bürgerschreck“ der 1920er Jahre.
Der 1890 geborene Wilhelm Wieninger, der den Professorentitel führte, war mit dem Graphikkünstler Ludwig Hohlwein befreundet und schrieb Tanz- und Kabarettmusik, womit er eine gewisse lokale Berühmtheit erlangte.
Er soll als Erster den Ausdruck Jazz in seiner Musik verwendet haben.
In der Nacht vom 13. auf den 14. November 1927 schoss er sich in München in selbstmörderischer Absicht eine Kugel in den Kopf.

## Notenausgaben
- Wilm Wilm: Foxtrott [Kl.] Lpz., F. Schuberth jr. (W1W) [ca. 1920], 4°. - Farb. ill. Titel sign. Seché: zwei Tänzer auf Podesten.
- Für Diele und Salon. 26 Mode-Tänze. 26 grosse Erfolge. Ausgabe für Piano solo, Piano & Violine, Piano, Violine und Cello und Violine solo. Hamburg / Leipzig. Anton J. Benjamin. o. J. [ca. 1920], Verlags-Nr. A.J.B. 6860. Originalbroschur, 4°. 80 Seiten. Farbig ill. Titel.

Enthält u. a.: Wilm-Wilm, Wilm-Wilm-Foxtrott / H. Labadie, Sur l`onde (Meereswogen). Valse Boston / W. Kollo, Schiebermaxe. Onestep / O. Fetrás, Flottes Carré. Lanciers.

## Interpreten
Der erste Musiker, der Wilm-Wilms Foxtrott bereits im März 1919 bei Parlophon auf die Grammophonplatte spielte, war Marek Weber, der damals mit seiner Künstlerkapelle im vornehmen Berliner Grand Hotel Esplanade am Potsdamer Platz im Engagement war. Für Beka nahm der Kapellmeister J. Schura Polischuk den Titel im Frühjahr 1920 auf. In „Erster Tanz-Orchester-Besetzung“ spielte ihn die Odeon-Tanz-Musik; ebenfalls ein Tanz-Orchester (mehr verrät das Etikett nicht) nahm ihn für die Gramophone auf. Er erschien auch als Notenrolle für mechanische Musikinstrumente im Handel.

## Tondokumente
- Serie 1: Moderne Tänze. Foxtrot von Wilm Wieninger, gespielt von Marek Weber mit seiner Künstler-Hauskapelle vom Hotel Esplanade Berlin. Parlophon [P. 399-II] [Matr.] 2-2434, aufgen. 25. März 1919[16]
- Eldorado. Foxtrot (Wilm-Wilm) Orchester J. Schura Polischuk. Favorite F 228-II (Matr. F-021 von Beka Matr. 30 441), aufgen. 7. Jänner 1920
- Wilm-Wilm-Foxtrot (Wilhelm Wieninger) Odeon-Tanz-Musik. Erste Tanz-Orchester-Besetzung. Odeon 311.325 (Matr. xBe 1977), aufgen. Jänner 1920
- Wilm-Wilm-Foxtrot (Wilhelm Wieninger) Tanz-Orchester. Gramophone 15 764 / 0940.791 (Matr. 1307 L), rec. 12.04.20
- Notenrollen:

- - Welte rot (T-100) No. 3385 Wilm - Wilm Foxtrot (Wilm - Wilm) gesp. v. Hans Renner[17]
  - Notenrolle für Triola 25 Note (mechan. Zither) Nr. 112: Wilm-Wilm Foxtrot (Wilm-Wilm)[18]